# Östra Mörtträsket
Östra Mörtträsket är en sjö i Jokkmokks kommun i Lappland och ingår i Luleälvens huvudavrinningsområde.